# Dominick LaCapra
Dominick LaCapra, né le 13 juillet 1939, est un universitaire américain spécialisé dans l'étude de l'histoire intellectuelle européenne. Il est professeur émérite à l'université Cornell.

## Carrière
Dominick LaCapra a obtenu un baccalauréat universitaire ès lettres de l'université Cornell et un doctorat (Ph.D.) de l'université Harvard. Il commence à enseigner au département d'histoire de Cornell  en 1969. Il fait ensuite partie des départements d'histoire et de littérature comparée, et est nommé durant douze ans directeur de la Société des humanités de Cornell (dont les deux premières années par intérim). Il est aussi senior fellow de l'École de critique et de théorie, dont il a été directeur associé de 1996 à 2000 puis directeur de 2000 à 2008. Il est désormais professeur émérite à Cornell.
LaCapra a contribué à rénover l'histoire intellectuelle et son lien avec l'histoire culturelle. Son objectif de recherche est d'explorer la nature et les limites de l'usage des théories historiques pour la compréhension de l'histoire. Son travail prend en compte les développements de la théorie critique, tels que le post-structuralisme et la psychanalyse dont il évalue l'utilité pour repenser l'histoire. Il exploite aussi les techniques mises au point dans les domaines de la critique littéraire et de l'esthétique, dont la lecture attentive, l'analyse rhétorique et la relation entre les textes ou matériaux historiques et leur contexte. 
Au-delà du champ historique, les travaux de LaCapra sont discutés dans d'autres disciplines des sciences humaines, particulièrement ses recherches sur le traumatisme et la Shoah.
Il est depuis 2006 membre de l'Académie américaine des arts et des sciences.

## Publications
Ouvrages
- Emile Durkheim: Sociologist and Philosopher (Cornell University Press, 1972; réédité en 1985 par l'University of Chicago Press; édition révisée en 2001 par The Davies Group)
- A Preface to Sartre (Cornell University Press, 1978)
- Madame Bovary on Trial (Cornell University Press, 1982)
- Rethinking Intellectual History: Texts, Contexts, Language (Cornell University Press, 1983)
- History & Criticism (Cornell University Press, 1985)
- History, Politics, and the Novel (Cornell University Press, 1987)
- Soundings in Critical Theory (Cornell University Press, 1989)
- Representing the Holocaust: History, Theory, Trauma (Cornell University Press, 1994)
- History and Memory after Auschwitz (Cornell University Press, 1998)
- History and Reading: Tocqueville, Foucault, French Studies (University of Toronto Press, 2000)
- Writing History, Writing Trauma (Johns Hopkins University Press, 2001)
- History in Transit: Experience, Identity, Critical Theory (Cornell University Press, 2004)
- History and Its Limits: Human, Animal, Violence (Cornell University Press, 2009)
- History, Literature, Critical Theory (Cornell University Press, 2013)

Articles
- « Chartier, Darnton, and the Great Symbol Massacre », The Journal of Modern History, vol. 60, no 1, mars 1988
- « History, Language, and Reading: Waiting for Crillon », The American Historical Review, vol. 100, no 3, juin 1995
- « Equivocations of Autonomous Art », Critical Inquiry, vol. 24, no 3, printemps 1998